# 3347 Константин
3347 Константин (енгл. 3347 Konstantin) је астероид главног астероидног појаса чија средња удаљеност од Сунца износи 3,128 астрономских јединица (АЈ).
Апсолутна магнитуда астероида је 11,6.